# 過海隧道巴士182P線
過海隧道巴士182P線是香港一條已停辦的早上繁忙時間巴士路線，由愉翠苑單向開往中環（港澳碼頭）。

## 歷史
- 2002年3月18日：投入服務
- 2012年8月27日：本線停辦，由途經西區海底隧道的982X取代。[1]

## 服務時間
- 星期一至五：
  - 愉翠苑開:07:30 (九巴派車)、07:40 (城巴派車)

星期日及公眾假期不設服務。

## 收費
全程：$11.1
- 過獅子山隧道後往中環（港澳碼頭）：$9.8
- 海底隧道收費廣場往中環（港澳碼頭）：$9.3
- 過紅磡海底隧道後往中環（港澳碼頭）：$5.7

| - 本線設有12歲以下小童及65歲或以上長者半價優惠。 - 65歲或以上香港居民使用「樂悠咭」，以及12歲以下合資格殘疾兒童使用「殘疾人士身份」個人八達通繳付車資，均可享有每程$2.0或半價（以較低者為準）的票價優惠；12至64歲合資格殘疾人士使用「殘疾人士身份」個人八達通（包括「樂悠咭」），以及60至64歲香港居民使用「樂悠咭」繳付車資，均可享有每程$2.0或全費（以較低者為準）的票價優惠。 - 65歲或以上長者如使用長者或一般個人八達通繳付車資，則只可享有半價優惠；12至64歲合資格殘疾人士如不使用「殘疾人士身份」個人八達通，以及60至64歲人士如不使用「樂悠咭」繳付車資，必須繳付全費。 - 乘客可以現金或八達通於上車時付款，不設找續。 - 每位成人乘客可免費攜帶最多兩名4歲以下而不佔座位的兒童乘客乘車，超額之4歲以下小童必須繳付小童車費乘車。 - 持有「九巴月票」之乘客在車票有效期內，每日可享最多10程任何九龍巴士及龍運巴士路線（包括本路線，合資格車程只適用於九龍巴士／龍運巴士提供的班次；惟乘搭機場「A」及「NA」線則可享原價二七折優惠（不會計算每天10次合資格車程））；而B1線則可每日可享最多2程（不會計算每天10次合資格車程）。 - 九龍巴士、城巴、龍運巴士及陽光巴士全職員工及家屬（不包括外判職員）可免費乘搭本路線（陽光巴士員工及家屬只適用於九龍巴士提供的班次），惟必須拍職員或職員家屬八達通。 - 乘客亦可使用AlipayHK「易乘碼」、支付寶、WeChatHK／微信支付「搭車碼」、銀聯雲閃付「乘車碼」及BOC Pay「乘車碼」、具有感應式支付功能的JCB、卡美國運通、大來國際、Discover Card（只適用於九龍巴士／龍運巴士提供的班次）、VISA、Mastercard及銀聯卡，以及Apple Pay、Google Pay及Samsung Pay流動支付平台繳付車資。九巴班次的乘客使用上述付款方式，將只可享有與其他九巴路線／聯營路線九巴班次之轉乘優惠；城巴班次的乘客使用上述付款方式，將只可享有與其他城巴獨營路線或聯營線城巴班次之轉乘優惠。乘客亦不能享有「公共交通費用補貼計劃」及「長者及合資格殘疾人士公共交通票價優惠計劃」。 |

## 途經街道
愉翠苑開:牛皮沙街、插桅杆街、銀城街、沙田圍路、沙角街、大涌橋路、車公廟路、紅梅谷路、獅子山隧道公路、獅子山隧道、窩打老道、天橋、窩打老道、天橋、公主道、康莊道、紅磡海底隧道、告士打道、內告士打道、分域街、軒尼詩道、金鐘道、德輔道中、禧利街、干諾道中及港澳碼頭通道。
| 車站                 | 車站名稱         | 位置                     |
| 1                    | 愉翠苑           | 愉翠苑公共運輸交匯處     |
| 2                    | 博康邨           | 沙角街                   |
| 3                    | 田家炳學校       | 沙角街                   |
| 4                    | 秦石邨           | 車公廟路                 |
| 5                    | 車公廟           | 車公廟路                 |
| 6                    | 新翠邨           | 紅梅谷路                 |
| 7                    | 世界花園         | 紅梅谷路                 |
| 獅子山隧道、窩打老道 |                  |                          |
| 8                    | 愛民邨           | 公主道                   |
| 9                    | 海底隧道收費廣場 | 康莊道                   |
| 康莊道、海底隧道     |                  |                          |
| 10                   | 伊利莎伯大廈     | 告士打道                 |
| 11                   | 舊灣仔警署       | 告士打道                 |
| 12                   | 盧押道           | 告士打道                 |
| 13                   | 分域街           | 軒尼詩道                 |
| 14                   | 高等法院         | 金鐘道                   |
| 15                   | 匯豐總行大廈     | 德輔道中                 |
| 16                   | 中環街市         | 德輔道中                 |
| 17                   | 中環（港澳碼頭） | 中環（港澳碼頭）巴士總站 |

## 外部連結
1. ↑  .   [2012-08-11]. （原始内容存档于2015-06-05）.

城巴
- 過海隧道巴士182P線 （页面存档备份，存于）
- 過海隧道巴士182P線路線圖 （页面存档备份，存于）

九巴
- 過海隧道巴士182P線 （页面存档备份，存于）

其他
- Cross Harbour Route 過海路線－182P （页面存档备份，存于）